# Rachel Kramer Bussel
Rachel Kramer Bussel   (1975) és autora, columnista i editora, especialitzada en temàtica eròtica. Anteriorment va estudiar a la Facultat de Dret de la Universitat de Nova York i va obtenir la seva llicenciatura en ciències polítiques i estudis de dones a la Universitat de Califòrnia, Berkeley.

## Carrera
Bussel ha estat editora sènior de Penthouse Variations, editora col·laboradora de Penthouse i blogger de The Huffington Post.
Ha escrit molts contes eròtics i ha recopilat obres pròpies, així com d'altres, en desenes de col·leccions publicades, incloent-hi volums especialitzats sobre BDSM (dos volums de Naughty Spanking Stories from A to Z i He's On Top & She's On) i eròtica lèsbica (Glamour Girls & First-Timers).
També ha coeditat diverses col·leccions amb altres editors i escriptors, com Eliza Castle, Alison Tyler, Stacy Bias, Wendy Caster, Julie May i Christopher Pierce.
A més, és entrevistadora rotativa de The Gothamist i columnista de SexIs Magazine i va ser la comissària d'una sèrie mensual de lectura eròtica In the Flesh a la ciutat de Nova York, una sèrie que va acabar el desembre de 2010.

## Vida personal
Ella s'identifica com a bisexual i diu: "Crec que l'ideal seria que m'agradaria tenir un amant masculí i una amant femenina, ja sigui una situació de tríada o d'un a un".
Kramer ha estat resident a Teaneck, Nova Jersey.

## Premis
Va rebre el premi Samois Anthology de la National Leather Association International el 2012 per Surrender: Erotic Tales of Female Pleasure and Submission, el 2016 per Dirty Dates: Erotic Fantasies For Couples i el 2019 per The Big Book Of Submission Volum 2.

### Com a autora
- The Lesbian Sex Book: A Guide for Women Who Love Women with Wendy Caster (2003)

### Com a editora
- First-timers: True Stories of Lesbian Awakening (2006)
- Naughty Spanking Stories from A to Z (2004)
- Up All Night: Adventures in Lesbian Sex with Stacy Bias (2004)
- Caught Looking: Erotic Tales of Voyeurs and Exhibitionists (2006)
- Secret Slaves: Erotic Stories of Bondage with Christopher Pierce (2006)
- Ultimate Undies: Erotic Stories About Underwear And Lingerie with Christopher Pierce (2006)
- Sexiest Soles: Erotic Stories About Feet And Shoes with Christopher Pierce (2006)
- Glamour Girls: Femme/Femme Erotica (2006)
- Naughty Spanking Stories from A to Z, Volume 2(2006)
- Crossdressing: Erotic Stories (2007)
- Hide and Seek: Erotic Stories with Alison Tyler (2007)
- He's on Top: Erotic Stories of Male Dominance and Female Submission (2007)
- She's on Top: Erotic Stories of Female Dominance and Male Submission (2007)
- Best Sex Writing 2008 (2007)
- Yes, Ma'am: Erotic Stories of Female Dominance (2008)
- Yes, Sir: Erotic Stories of Male Dominance (2008)
- Dirty Girls: Erotica for Women (2008)
- Rubber Sex: Erotic Stories (2008)
- Spanked: Red Cheeked Erotica (2008)
- Tasting Her: Oral Sex Stories (2008)
- Tasting Him: Oral Sex Stories (2008)
- Best Sex Writing 2009 (2008)
- Do Not Disturb: Hotel Sex Stories (2009)
- Mile High Club: Plane Sex Stories (2009)
- Bottoms Up: Spanking Good Stories (2009)
- Peep Show: Erotic Tales of Voyeurs and Exhibitionists (2009)
- Best Sex Writing 2010 (2009)
- Please, Sir: Erotic Stories of Female Submission (2010)
- Please, Ma'am: Erotic Stories of Male Submission (2010)
- Orgasmic: Erotica for Women (2010)
- Smooth: Erotic Stories for Women (2010)
- Passion: Erotic Romance for Women (2010)
- Best Bondage Erotica 2011 (2010)
- Hide and Seek: Erotic Stories with Alison Tyler, reissue. (2010)